# Stimolazione tetanica
Con il termine stimolazione tetanica o semplicemente tetano, in campo neurobiologico, si descrive un processo fisiologico che avviene nelle cellule nervose caratterizzato da una notevole serie di potenziali d'azione che vengono trasmessi in un piccolo periodo di tempo.

Schema che illustra i diversi momenti della contrazione muscolare. Si noti l'importanza degli ioni calcio, i quali sono fondamentali per lo smascheramento dei siti dell'actina affini per la miosina.

## Considerazioni anatomiche
Così come il potenziale d'azione, la stimolazione tetanica si propaga negli assoni fino ad esaurirsi nella giunzione sinaptica. Lo spazio che si genera fra il terminale assonico " pre- sinaptico" e il  "post-sinaptico" è chiamato spazio inter-sinaptico.  In questa sede la stimolazione tetanica promuove l'ingresso di ioni calcio con conseguente esocitosi di vescicole contenenti neurotrasmettitore (ad esempio acetil-colina), che si lega a strutture recettoriali (complessi proteici) della membrana plasmatica di altri neuroni o del sarcolemma.

## Fisiologia
In seguito all'isolamento di singole unità motorie, è possibile indagare, attraverso metodiche di laboratorio, la propagazione degli impulsi nervosi nel nervo motorio e gli effetti sulle singole fibre muscolari, al fine di consentire una corretta analisi delle risposte in seguito a diversi tipi di stimolazione.
In una cellula muscolare, un singolo potenziale d'azione si propaga all'interno dei tubuli T, depolarizzando il reticolo sarcoplasmatico. La depolarizzazione di questa struttura provoca la fuoriuscita massiva nel citoplasma di ioni calcio, in grado di legarsi in modo reversibile alla troponina-C (Ca2+ dipendente), scatenando gli eventi che portano alla contrazione del sarcomero. Benché la liberazione del calcio sia molto rapida, occorrono 20-50 ms affinché si abbia la completa formazione dei ponti trasversali. 
In questo periodo di tempo, però, il calcio libero si riduce rapidamente a causa dei rapidi meccanismi di riassunzione mediati da pompe ioniche che prendono il nome di SERCA (Sarco-Endoplasmic Reticulum Calcium ATPase); di conseguenza il numero dei ponti trasversali si riduce e, in un arco di 80-200 ms, la forza espressa si esaurisce. Questo fatto spiega le differenze nel decorso temporale dei processi di attivazione e riassunzione del calcio, che risultano dunque essere processi tempo-dipendenti in competizione tra loro. Ciò fornisce una spiegazione del fatto che le fasi di aumento e di diminuzione della tensione attiva delle contrazioni a scossa semplice (contrazioni dovute alla presenza di un solo potenziale di azione), abbiano decorsi temporali diversi. In seguito a tali evidenze si può dunque evidenziare che la forza contrattile generata da un potenziale d'azione è relativamente piccola, perché gli ioni calcio vengono liberati in piccola quantità e persistono per un tempo molto breve e quindi non si verifica l'attivazione di tutti i siti di legame dell'actina con conseguente formazione di pochissimi ponti trasversali verso la miosina.
Se tuttavia insorge un altro potenzione d'azione prima che tutti gli ioni calcio liberati dal precedente potenziale d'azione vengano di nuovo sequestrati, il numero di ponti trasversali che si formano è maggiore e, di conseguenza, si sviluppa una forza più elevata (si consideri una specie di sommazione temporale a livello muscolare). Di conseguenza, più elevata è la frequenza dei potenziali d'azione, maggiore sarà la forza sviluppata e minori saranno le fluttuazioni. Per una grande frequenza di potenziali d'azione si raggiungerà il punto, per un dato muscolo, per il quale ad un aumento di frequenza, non corrisponde un aumento di forza (isometrica) esprimibile; a questo punto si ha il cosiddetto tetano incompleto o non fuso, poiché caratterizzato da una serie di fluttuazione caratteristiche che non sono ancora in grado di mantenere una contrazione stazionaria. Aumentando la frequenza di scarica del nervo, si raggiunge una condizione caratterizzata dall'attivazione prolungata di tutti i siti di legame e da uno sviluppo della forza privo di fluttuazioni. Questo tipo di contrazione stazionaria che deriva dalla fusione di singole scosse muscolari semplici viene detto tetano completo (fuso) o contrazione tetanica massimale.